# Pat Boone Sings Irving Berlin
Pat Boone Sings Irving Berlin è il quinto album in studio del cantante statunitense Pat Boone.
L'album è stato pubblicato nel 1957 e, nonostante non abbia ricevuto un buon apprezzamento da parte del pubblico, la critica ha elogiato il lavoro.
Il disco, che vede Pat Boone cantare alcuni dei più grandi successi del compositore Irving Berlin ha ricevuto apprezzamenti da parte dello stesso che ha detto: "Pat Boone canta le mie canzoni esattamente come vorrei fossero cantate".

## Tracce
1. All Alone
2. How Deep Is the Ocean
3. Say It with Music
4. Always
5. Be Careful It's My Heart
6. Soft Lights and Sweet Music
7. Remember
8. A Pretty Girl Is Like a Melody
9. What'll I Do
10. All By Myself
11. The Girl That I Marry
12. Say It Isn't So
13. They Say It's Wonderful
14. Count Your Blessings